# Kjeåsen
Kjeåsen is een 530 meter hoge berg met boerderijen in de Zuid-Noorse gemeente Eidfjord in de provincie Vestland. De berg ligt aan de Simadalsfjord. 
Kjeåsen kan worden bereikt door het wandelen van het steile pad vanaf de Sima-waterkrachtcentrale. 

## Boerderĳen
Slechts één boerderĳ is nog als boerderĳ in gebruik en heeft de bĳnaam 's werelds meest onbereikbare. De boerderij wordt sinds circa 1650 onafgebroken bewoond.